# アルマナック
アルマナック（Almanac）は、ベニー・モウピン（フルート、テナーサックス）、セシル・マクビー（ベース）、マイク・ノック（ピアノ）、エディ・マーシャル（ドラム）をメンバーとするジャズ・プロジェクト。

## ディスコグラフィ

### スタジオ・アルバム
- 『アルマナック』 - Almanac (1977年、Improvising Artists)